# ان ماردن
ان ماردن (انگلیسی: Anne Marden؛ زادهٔ june ۱۲, ۱۹۵۸ (۶۶ سال)) ورزشکار روئینگ اهل ایالات متحده آمریکا است.
وی در مسابقات کشوری و بین‌المللی در مجموع برندهٔ ۲ مدال نقره، ۱ مدال برنز شده‌است.